# (3094) Чукоккала
(3094) Чукоккала (лат. Chukokkala) — типичный астероид главного пояса, открыт 23 марта 1979 года советским астрономом Николаем Черных в Крымской астрофизической обсерватории и 11 июля 1987 года назван в честь писателя и поэта Корнея Чуковского.

## Обнаружение и именование
(3094) Чукоккала
Открыт 23 марта 1979 года в Научном Н. С. Черных.
Назван в память о выдающемся писателе и литературоведе Корнее Ивановиче Чуковском, псевдониме Николая Васильевича Корнейчукова (1882—1969), особенно известного своими стихами для детей. Название происходит от альбома Чуковского "Чукоккала" — многие выдающиеся писатели, художники и другие деятели культуры включили в него свои заметки, стихи и рисунки.
Оригинальный текст (англ.)3094 Chukokkala
Discovered 1979-03-23 by Chernykh, N. at Nauchnyj.
Named in memory of Kornej Ivanovich Chukovskij, pen name of Nikolaj Vasil'evich Kornejchukov (1882—1969), outstanding writer and literary scholar, known especially for his poetry for children. The name comes from Chukovskij's album "Chukokkala". Many prominent writers, artists and other men of culture included their notes, poetry, and paintings in this work.
Источники: DISCOVERY.DB; M.P.C. 12013.

## Орбита

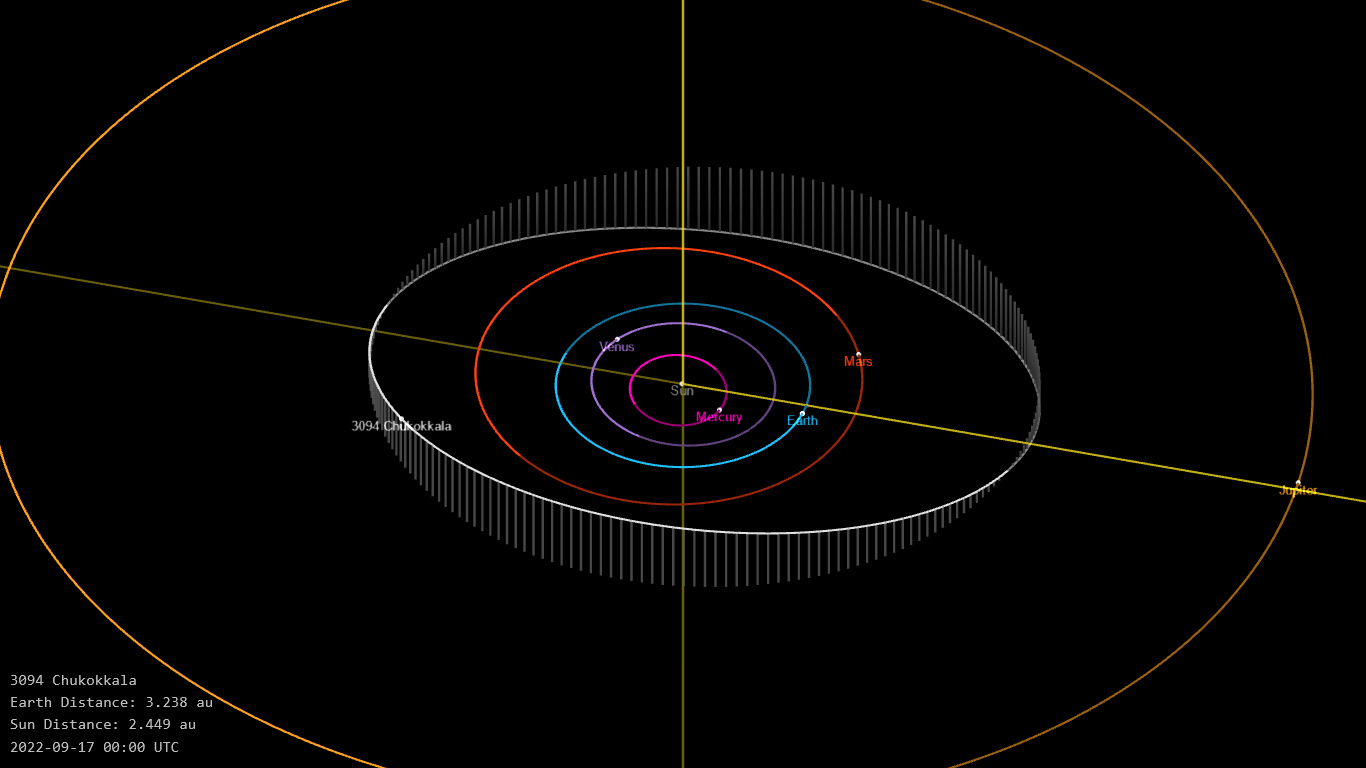
Орбита астероида Чукоккала и его положение в Солнечной системе

## Физические характеристики
Астероид относится к таксономическому классу S.
По результатам наблюдений в инфракрасном диапазоне орбитальной обсерватории IRAS и спутника Akari и наблюдений в видимом и ближнем инфракрасном диапазоне космического телескопа NEOWISE диаметр астероида сначала оценивался равным 22,47±1,0 км, позже — 23,294±0,307 км, 23,20±0,40 км, 23,03±0,38 км, 21,68±5,55 км, 19,94±5,38 км, 23,099±0,061 км, 18,53±7,03 км и 21,99±6,42 км. Согласно тем же источникам альбедо оценивается как 0,0555±0,005, 0,0680±0,0105, 0,053±0,002, 0,0633±0,008, 0,06±0,03, 0,07±0,06, 0,068±0,011, 0,078±0,071 и 0,051±0,040.